# Willi Wolf (Gewerkschafter)
Willi Wolf (* 7. Juli 1904 in Köthen; † 17. Februar 1971 in Potsdam) war ein deutscher Parteifunktionär (SPD/SED) und FDGB-Funktionär.

## Leben
Wolf, Sohn eines Metallarbeiters, besuchte die Volksschule und  lernte Handelsgehilfe. Er arbeitete in einer Maschinenfabrik. Seit 1922 war er gewerkschaftlich organisiert und Mitglied der Sozialistischen Arbeiter-Jugend. 1924 schloss er sich der Sozialdemokratischen Partei Deutschlands (SPD) an, er war zeitweise Sekretär des Bezirksvorstandes Halle. Zwischen 1924 und 1929 arbeitete hauptberuflich beim Deutschen Landarbeiterverband (DLV) Köthen/Bernburg, von 1929 bis 1931 war er Sekretär des DLV bei der Gauleitung Halle. Von 1930 bis 1932 war er Gasthörer an der Universität Halle.
Nach der Machtergreifung der Nationalsozialisten 1933 beteiligte sich Wolf am Widerstand. Wegen illegaler politischer Betätigung wurde er am 13. März 1936 verhaftet und zu vier Jahren Zuchthaus verurteilt, nach Ablauf seiner Strafe wurde er 1940 ins KZ Sachsenhausen verbracht und blieb weiter inhaftiert, dort verschärfte sich seine Tuberkulose-Erkrankung. Als am 21. April 1945 das KZ Sachsenhausen durch die SS geräumt wurde, wurde Wolf wie die anderen Häftlinge auf den Todesmarsch geschickt.
1945 wurde er Mitglied des SPD-Provinzialvorstandes Brandenburg und setzte sich für die Vereinigung von SPD und KPD zur SED ein. Seit 1946 war er Mitglied des SED-Provinzialvorstandes Brandenburg. 1945/46 war er Leiter der Abteilung Landarbeiterfragen in der Deutschen Verwaltung für Land- und Forstwirtschaft. Wolf gehörte dem vorbereitenden Gewerkschaftsausschuss der Provinz Brandenburg an. Ab 1946 war er Mitglied des FDGB-Landesvorstandes Brandenburg, von Februar 1946 bis Oktober 1949 war er zugleich dessen Zweiter Vorsitzender. Von November 1947 bis November 1948 war er Erster Vorsitzende des Zentralvorstandes der IG Land- und Forstwirtschaft im FDGB.
Im Frühsommer 1948 wurde er Vorsitzender des brandenburgischen Landesvolkskontrollausschusses, später war er Direktor der Sozialversicherung in Brandenburg und Arbeitsrichter, ab 1958 Direktor des Bezirksarbeitsgerichts Potsdam. Zunächst Mitglied der Bezirksrevisionskommission der SED-Bezirksleitung Potsdam, war er ab 1962 deren stellvertretender Vorsitzender. Von 1964 bis 1968 war er stellvertretender Kaderleiter im Deutschen Zentralarchiv Potsdam.